# 多梅尼科·泰代斯科
多梅尼科·泰代斯科（義大利語：Domenico Tedesco，發音：[doˈmeːniko teˈdesko]；1985年9月12日—）是一位意大利裔德国足球教练。前任比利時國家足球隊總教練。曾执教德甲俱乐部沙爾克04、RB萊比錫、俄超俱乐部莫斯科斯巴达克。

## 早年生涯
在泰代斯科两岁时，他便随家人从意大利的科森札省迁移至德国，并在巴登-符腾堡州的埃斯林根县定居。在学生时代，泰代斯科曾于《埃斯林根日报》的体育编辑部进行实习，这亦是其父亲担任印刷工的地方。
在完成批发及对外贸易专员的职业培训后，泰代斯科取得了商业工程学的学士学位以及创新管理的硕士学位。2016年，在德国足球协会于亨内斯·魏斯魏勒学院举行的足球教练培训课程中，泰代斯科力压尤利安·纳格尔斯曼和亚历山大·努里，以总分1.0分的同期最佳成绩毕业，获得了执教德甲和德乙球队的资格证书。此外，他还曾以业余球员身份效力于县级联赛A组球队艾希瓦尔德（ASV Aichwald）。

## 执教生涯
泰代斯科的执教生涯始于艾希瓦尔德的9岁以下少年梯队。从2008年7月1日开始，泰代斯科除了在斯图加特的青年部门学习外，还同时辅佐后来的德国国家队助教托马斯·施耐德。2013年8月底，随着施奈德上调职业队，泰代斯科也也开始担任17岁以下梯队（U17）的助理教练，并在赛季期间被委任为主教练。至2014-15赛季结束后，他离开了斯图加特，继而成为霍芬海姆1899的青年队主教练。期间他与时任霍芬海姆19岁以下梯队（U19）主教练的纳格尔斯曼成为同事，并结下友谊。在后者于2016年上调执教一线队后，泰代斯科亦于2016-17赛季前获晋升为U19主教练。
2017年3月8日，当时位居德乙联赛积分榜末端的厄尔士山奥厄委任泰代斯科担当主教练。他获得了一份期至2018年中期届满的合同，在德乙及德丙均有效。在泰代斯科的指挥下，俱乐部在前五场比分豪取13分，迅速脱离降级区 。由于在与圣保利的比赛中指责裁判，泰代斯科在2017年5月被处以1500欧元的罚款。尽管在联赛末轮对阵福尔图娜杜塞尔多夫的比赛以0比1失利，他的球队仍然在德乙保级成功。
至2017-18赛季，泰代斯科接替被解雇的马库斯·魏因齐尔，出任德甲俱乐部沙尔克04的主教练。他接受了一份期至2019年6月30日届满的合同。
2021年12月9日，泰代斯科接替杰西·马希擔任德甲球會RB萊比錫總教練。

## 执教榮譽
RB萊比錫
- 德國足協盃冠軍：2021-22賽季[13]

## 执教数据
最後更新：2017年8月19日
| 俱乐部       | 自           | 至            | 成绩 | 成绩 | 成绩 | 成绩 | 成绩 | 成绩 | 成绩 | 成绩    | 成绩  |
| 俱乐部       | 自           | 至            | 场   | 胜   | 平   | 负   | 入   | 失   | 差   | 胜%     | 注    |
| ------------ | ------------ | ------------- | ---- | ---- | ---- | ---- | ---- | ---- | ---- | ------- | ----- |
| 厄尔士山奥厄 | 2017年3月8日 | 2017年6月30日 | 11   | 6    | 2    | 3    | 14   | 10   | +4   | 54.55   | [ 9 ] |
| 沙尔克04     | 2017年7月1日 | 当前          | 2    | 2    | 0    | 0    | 4    | 0    | +4   | 100.000 |       |
| 总计         | 总计         | 总计          | 13   | 8    | 2    | 3    | 18   | 10   | +8   | 61.54   | —     |